# Psychologie der Weltanschauungen
Psychologie der Weltanschauungen ist ein Werk, das Karl Jaspers 1919 veröffentlichte. Darin wendete er sich von der Psychologie weg hin zur Philosophie und versuchte eine Typologie von Weltanschauungen anhand Wilhelm Dilthey und Max Weber zu erstellen. Er eignet sich die verstehende Psychologie an und macht damit einen Schritt zur Existenzphilosophie. Das Werk „enthält Jaspers erste philosophische Äusserung und zeigt damit die Grundtendenz der Philosophie von Jaspers auf“.
Der deutsche Physiker Arnold Berliner empfahl Psychologie der Weltanschauungen im gleichen Jahr der Veröffentlichung dem Physiker und Philosophen Moritz Schlick, einem führenden Kopf des Wiener Kreises, zur Lektüre mit der Bitte, es „in den ‚Naturwissenschaften‘ zu besprechen“.

## Textausgabe
- Psychologie der Weltanschauungen. Springer, Berlin 1919, ISBN 3-540-05539-8. (Inhaltsübersicht; PDF; 275 kB)